# Ertebølle
Ertebølle er en lille landsby i Himmerland. Landsbyen ligger i et naturområde på en pynt, som strækker sig ud i Limfjorden lidt syd for landsbyen Trend. Ertebølle ligger i Vesthimmerlands Kommune og tilhører Region Nordjylland.
Området er først og fremmest kendt som følge af udgravninger, som Nationalmuseet foretog i årene 1893-97. Det fremkom, at møddingen var menneskeskabt og bestod af affald ophobet gennem mere end 1.000 år. Derudover afslørede udgravningerne, at datidens mennesker har boet stort set lige ovenpå bunken af muslinge- og østersskaller. Dette resulterede i det nye begreb køkkenmødding, som herefter vandt indpas inden for den europæiske arkæologi. Samtidig blev den kultur, som bopladsen hidrørte fra, opkaldt efter Ertebølle og benævnt Ertebøllekulturen. Sorte Å lige vest for bopladsen er den sidste rest af stenalderhavet, som stod lige udenfor bopladsen. Bosættelsen og udgravningerne stammer fra den sidste del af jægerstenalderen, hvor området var beboet i perioden 5200 f.Kr.-4200 f.Kr. Indholdet af omkring 20 millioner/2.000 m³ østersskaller dominerer møddingen, men den indeholder også store mængder skaller fra hasselnødder, og rester efter vildt som kronhjort, vildsvin og rådyr; ligeså har man spist sæl, hvalkød, ål, torsk og fladfisk - og den nu uddøde gejrfugl.
Stenalderbopladsen ligger syd for Ertebølle i Meilgård nederskov, og lige nord for den høje molérklint, Ertebølle Hoved. Sorte Å lige vest for køkkenmøddingen er den sidste rest af stenalderhavet, der stod lige udenfor bopladsen, som den gang lå 5-7 m lavere.
Her er siden opført det eksperimenterende museum Stenaldercenter Ertebølle, som arbejder med en lang række aspekter inden for eksperimental arkæologi, der relaterer sig til den pågældende periode.